# باگریانکا
باگریانکا (به بلغاری: Bagryanka) یک منطقهٔ مسکونی در بلغارستان است که در شهرستان مومچیلگراد واقع شده‌است.